# Президентство Садыра Жапарова
Президентство Садыра Жапарова — период с 28 января 2021 года, когда Садыр Нургожоевич Жапаров вступил в должность президента Кыргызской Республики.
Ранее занимал пост исполняющего обязанности президента с 15 октября по 14 ноября 2020 года в связи с политическим кризисом и отставкой Сооронбая Жээнбекова.

## Исполняющий обязанности президента
15 октября 2020 года президент Кыргызстана Сооронбай Жээнбеков ушёл в отставку в связи с политическим кризисом в Кыргызстане. Согласно статье 68 Конституции Кыргызской Республики, обязанности президента должен был исполнять спикер парламента Канатбек Исаев, однако он отказался от этого. В результате полномочия главы государства перешли к Садыр Жапарову, который на тот момент занимал пост премьер-министра.
16 октября парламент Кыргызстана подтвердил его полномочия в качестве исполняющего обязанности президента.
14 ноября 2020 года Жапаров объявил о намерении баллотироваться на пост президента Кыргызстана на выборах, назначенных на 10 января 2021 года. В связи с этим он ушёл в отставку с поста исполняющего обязанности президента и приостановил исполнение обязанностей премьер-министра.

## Президентство

### Избрание

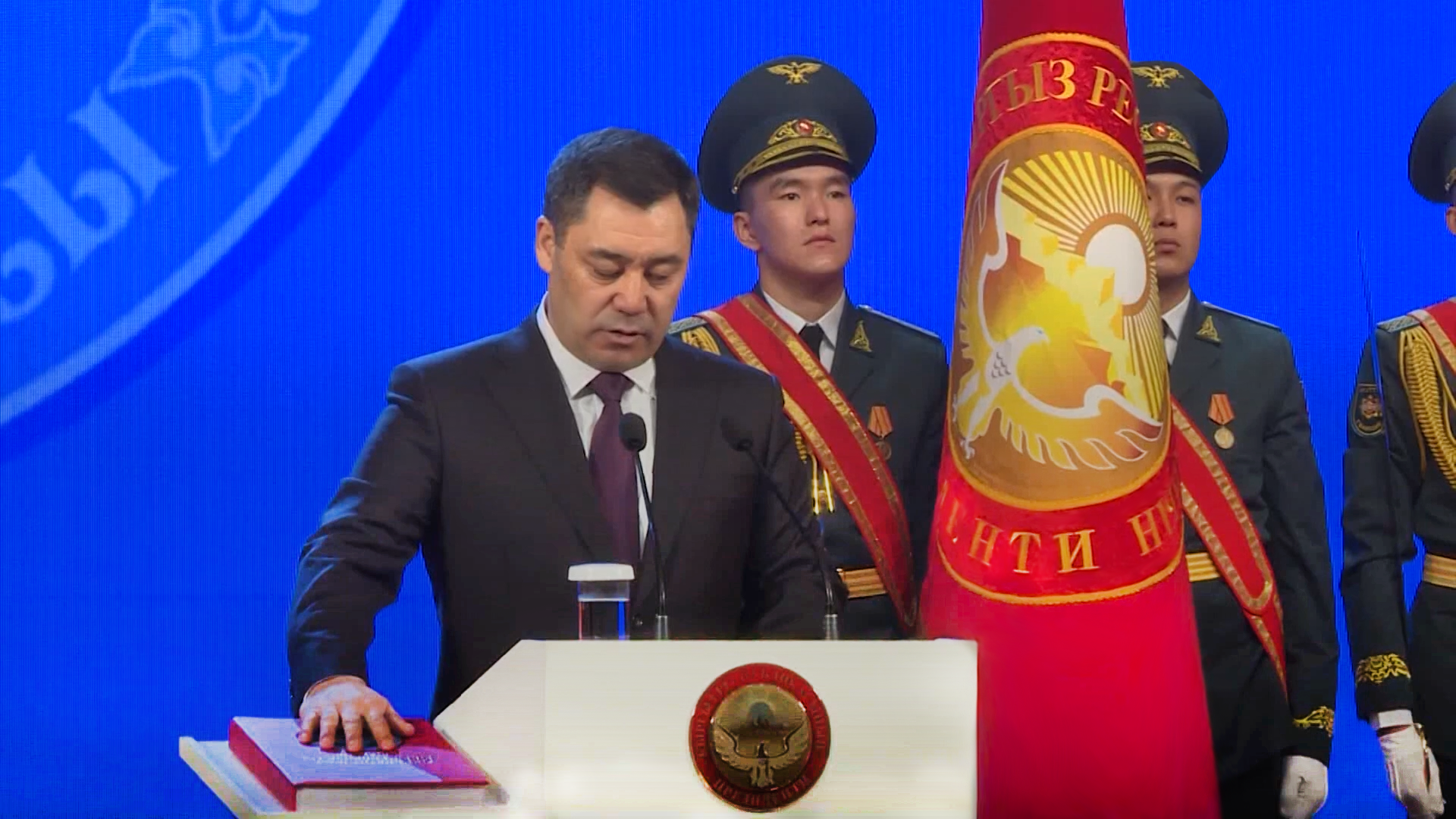
Садыр Жапаров во время церемонии инаугурации, 28 января 2021 года

10 января 2021 года в Кыргызстане прошли досрочные президентские выборы, в которых Садыр Жапаров выдвинул свою кандидатуру. Он одержал победу, набрав 79,2 % голосов избирателей. Однако часть кандидатов не признала результаты выборов, заявив о нарушениях в ходе голосования.
В этот же день состоялся Конституционный референдум об изменении формы правления на президентскую республику. По его итогам 84,1 % избирателей проголосовали за переход к президентской системе, 11,3 % выступили за сохранение парламентской системы, а 4,6 % проголосовали против обоих вариантов.
28 января 2021 года состоялась инаугурация Садыра Жапарова в качестве президента Кыргызстана. Церемония прошла в Большом зале Киргизской национальной филармонии имени Токтогула Сатылганова. После принесения присяги он официально вступил в должность главы государства.

### Внутренняя политика

#### Указы
В первые дни своего президентства Садыр Жапаров подписал пять указов, касающихся духовного развития, новой кадровой политики, защиты бизнеса, миграции и добычи полезных ископаемых. 11 февраля он подписал указ о праздновании 120-летия со дня рождения политического деятеля Юсупа Абдрахманова.

#### Правительство
3 февраля Жапаров подписал указ о назначении Улукбека Марипова в качестве премьер-министра Кыргызстана. Депутаты Жогорку Кенеша утвердили состав и структуру нового правительства в присутствии президента. 5 мая Садыр Жапаров подписал распоряжение о создании Кабинета министров, а также о переименовании должности Премьер-министра в Председателя Кабинета министров Кыргызской Республики.
12 октября 2021 года Садыр Жапаров освободил Председателя Кабинета министров Улукбека Марипова от должности, исполняющим обязанности стал Акылбек Жапаров. На следующий день Акылбек Жапаров был официально назначен председателем Кабинета министров и руководителем администрации президента.
16 декабря 2024 года Садыр Жапаров подписал указ об освобождении Акылбека Жапарова от должности Председателя Кабинета министров — руководителя Администрации Президента. Новым главой правительства стал Адылбек Касымалиев.

#### Реформа обороны
После инаугурации Садыр Жапаров распорядился упразднить Государственный комитет по делам обороны и восстановить Министерство обороны Кыргызской Республики, ссылаясь на необходимость «дальнейшего развития системы управления вооружёнными силами».
После подписания новой Конституции в мае 2021 года он инициировал реформу Вооружённых сил, настаивая на создании армии «по принципу специальных подразделений, полностью подготовленных и оснащённых для ведения боевых действий в горных условиях». Он также предложил создать «народные дружины» для повышения мобилизационной готовности в приграничных районах.
В том же месяце Жапаров также заложил фундамент для новой военной базы в Баткене, Лейлекском районе. В августе он объявил о планах повысить заработную плату военнослужащих Внутренних войск на 40 %.

#### Второй конституционный референдум
8 февраля 2021 года Садыр Жапаров подписал указ о проведении референдума по проекту Закона «О Конституции Кыргызской Республики». 9 февраля был обнародован проект новой Конституции, размещённый на сайте парламента.
11 марта 2021 года 94 из 120 депутатов Жогорку Кенеша в окончательном третьем чтении одобрили законопроект, предусматривающий проведение референдума по вопросу принятия новой Конституции страны на 11 апреля. На следующий день Садыр Жапаров подписал Закон «О назначении референдума (всенародного голосования) по проекту Закона „О Конституции Кыргызской Республики“». Согласно Закону, референдум был назначен на всей территории государства на 11 апреля 2021 года в воскресенье.
Согласно новой конституции, Кыргызстан перестал быть парламентско-президентской республикой (смешанной республикой) и принял президентскую форму правления. По итогам голосования 85,25 % избирателей поддержали новую Конституцию, 14,75 % высказались против. 5 мая 2021 года новая конституция вступила в силу.

#### Внеочередные выборы в Жогорку Кенеш
28 ноября 2021 года в Кыргызстане прошли парламентские выборы, ставшие первыми после октябрьских выборов 2020 года, которые привели к массовым протестам и смене власти.
По итогам голосования победу одержала партия «Ата-Журт Кыргызстан», возглавляемая Айбеком Маткеримовым.

#### Золотой рудник Кумтор
14 мая 2021 года Садыр Жапаров подписал закон о временном введении правительственного контроля над рудником Кумтор, спустя восемь дней после его одобрения парламентом.
В ответ канадская компания «Centerra Gold», управлявшая рудником около 30 лет, инициировала арбитражный процесс против Кыргызстана. После национализации Кумтор перешел под контроль государства.
Согласно финансовым отчетам, опубликованным на сайте компании, предприятие стало убыточным в первом квартале 2023 года.

## Внешняя политика

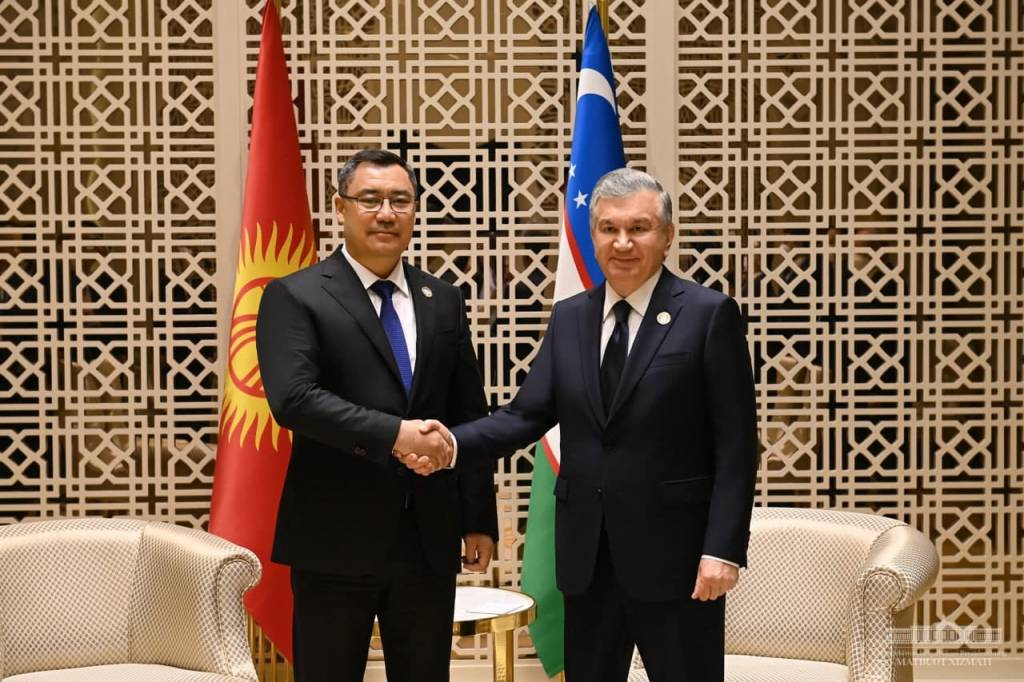
С Президентом Узбекистана Шавкатом Мирзиёевым, 6 августа 2021 года

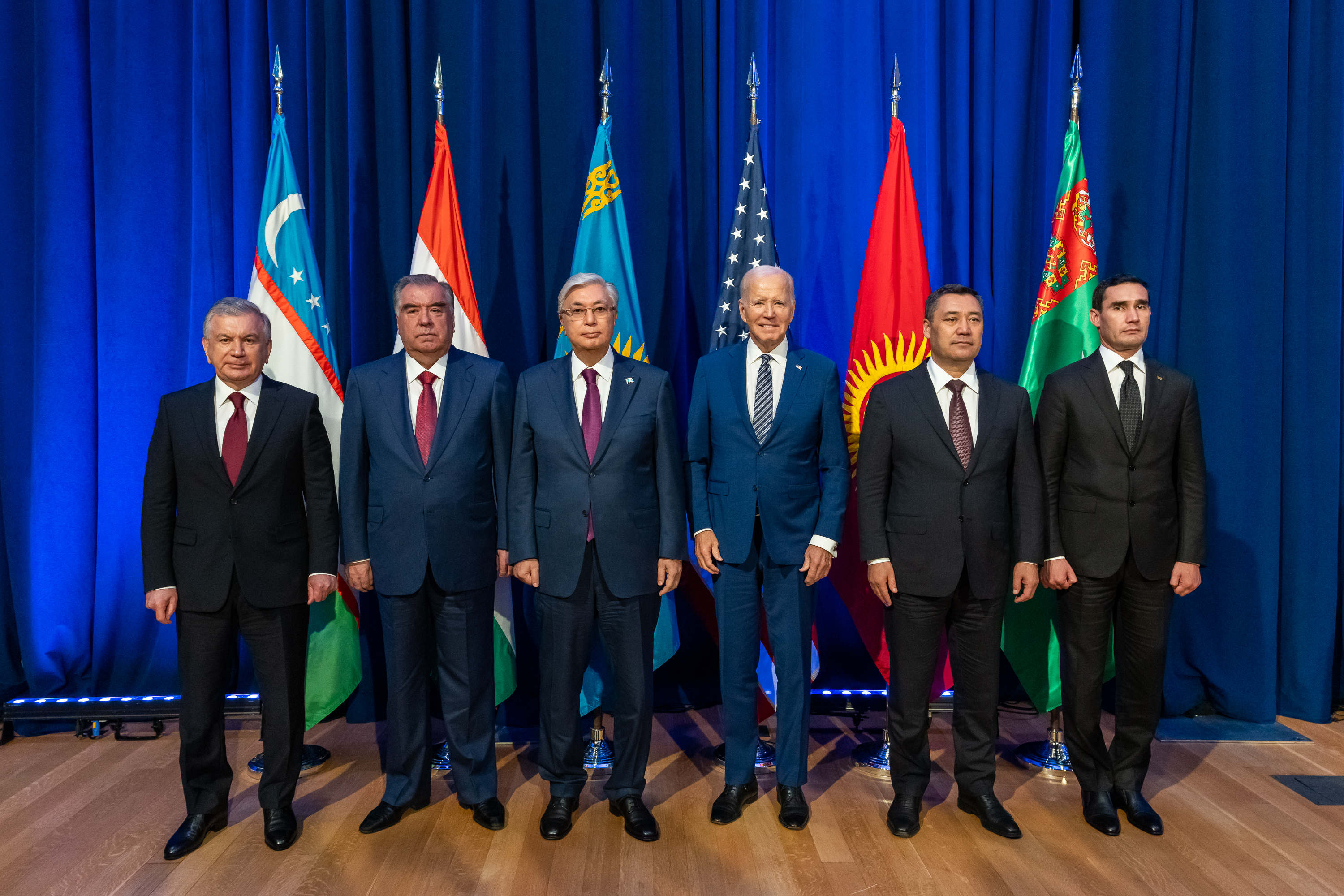
Садыр Жапаров с лидерами Центральной Азии и Президентом США Джо Байденом во время саммита С5+1 в Нью-Йорке, 19 сентября 2023 года

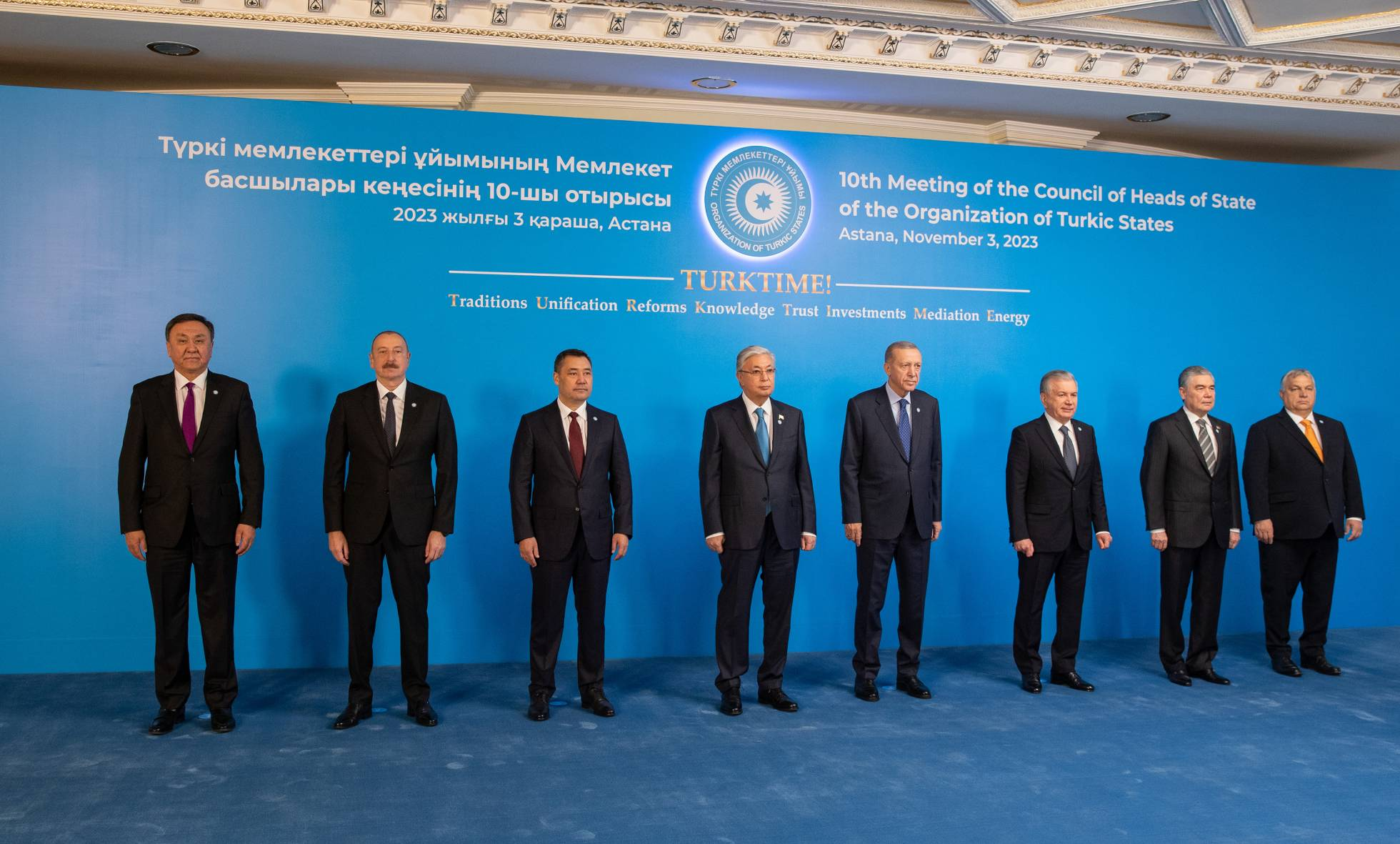
Жапаров с лидерами стран Организации тюркских государств на саммите в Астане, 3 ноября 2023 года

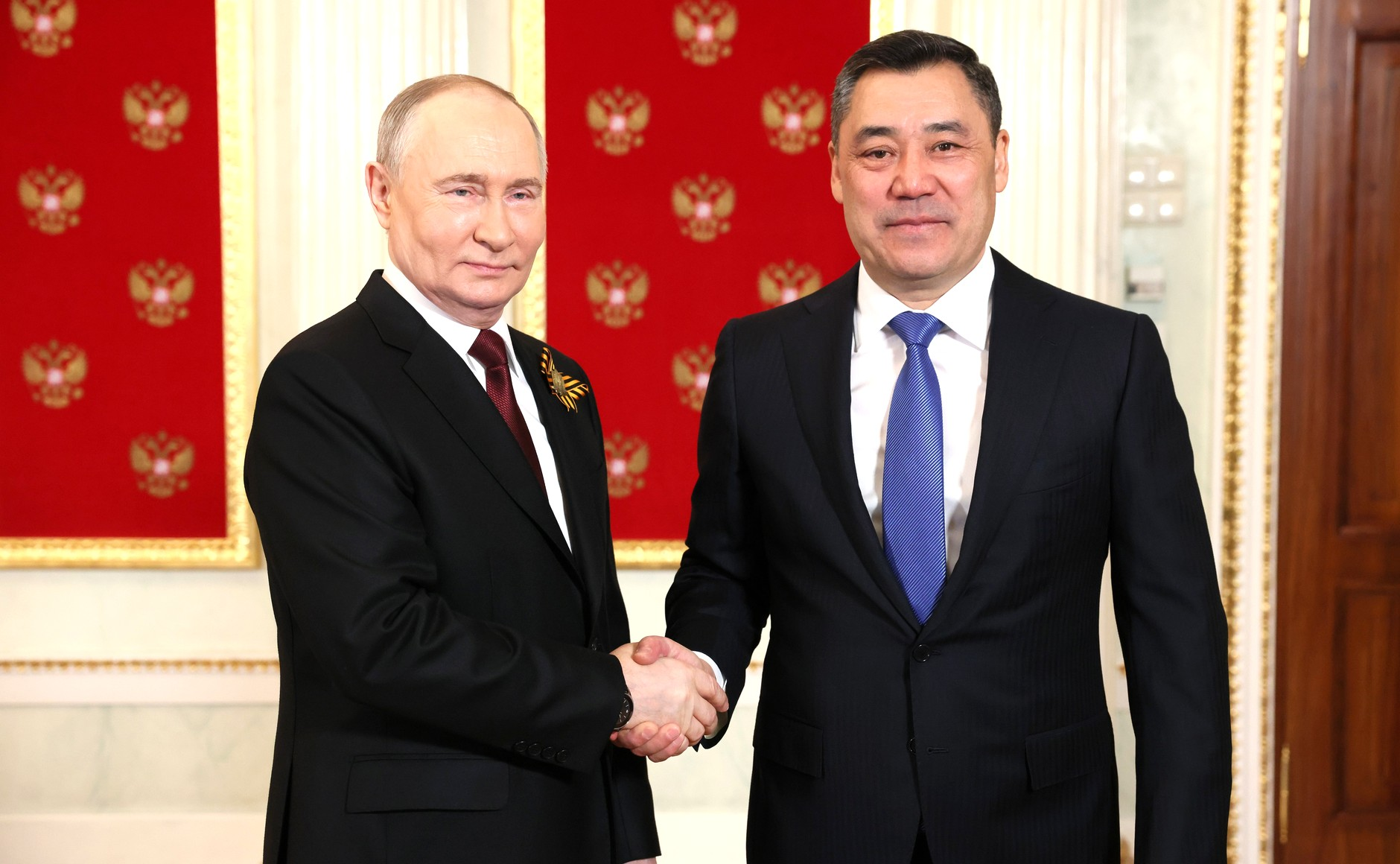
Садыр Жапаров с Президентом России Владимиром Путиным, перед началом Парада Победы в Москве, 9 мая 2024 года

Садыр Жапаров выступает за многовекторную внешнюю политику, при этом ключевыми партнерами Кыргызстана под его руководством являются Россия, Казахстан и Узбекистан.

### Отношения с Китаем
Садыр Жапаров положительно оценивает сотрудничество с Китаем. Он назвал кыргызско-китайские отношения самыми тесными за всю историю и заявил, что обе страны намерены совместно противостоять террористическим угрозам, в частности, группировкам Восточного Туркестана.
Также Жапаров предложил погасить государственный долг Кыргызстана перед Китаем путем передачи концессий на добычу полезных ископаемых.

### Отношения с Казахстаном и Узбекистаном
2—3 марта 2021 года Жапаров посетил Нур-Султан, где провёл переговоры с президентом Казахстана Касым-Жомартом Токаевым и бывшим президентом Нурсултаном Назарбаевым. Жапаров подписал протокол, направленный на обеспечение энергетической безопасности Кыргызстана путём предотвращения истощения воды на Токтогульском водохранилище до критического уровня. В ходе визита он заявил, что «между нашими странами нет политических противоречий» и что «у нас много общих интересов».
Через неделю после визита в Казахстан Жапаров отправился в Ташкент, где встретился с президентом Узбекистана Шавкатом Мирзиёевым. Лидеры договорились урегулировать все пограничные вопросы в течение трёх месяцев.

### Отношения с Россией
Некоторые источники называют Жапарова пророссийским политиком. Первая его зарубежная поездка в должности президента состоялась 25—26 февраля 2021 года в Россию.
В последние годы Кыргызстан стал одним из ключевых участников параллельного импорта товаров в Россию. По данным финской телерадиокомпании Yle, часть товаров, поступающих в Кыргызстан из Европы, фактически остаётся в России или реэкспортируется обратно.
9 августа 2023 года российское издание «Коммерсантъ» сообщило о строительстве в окрестностях Бишкека крупного логистического комплекса для параллельного импорта. Однако представители строительных компаний отвергли обвинения в участии в теневых поставках.
Жапаров дважды участвовал в Параде Победы в Москве (2023, 2024 годы).

### Отношения с Таджикистаном
Во время киргизско-таджикского пограничного конфликта 2021 года Садыр Жапаров возглавил киргизский ответ на столкновения. 30 апреля он провёл телефонный разговор с президентом Таджикистана Эмомали Рахмоном, в ходе которого согласился принять участие в личной встрече в Душанбе во второй половине мая. Он также предложил создать комиссию по поддержанию мира в составе старейшин обеих стран. Позже в тот же день Жапаров обратился к киргизскому народу, где призвал к спокойствию, особенно со стороны молодёжи, подчеркнув, что таджикское руководство не хочет войны с Киргизией, отметив свой опыт в гражданской войне в Таджикистане. При этом он также обвинил «некоторые силы» в дестабилизации ситуации на границе. Затем объявил 1 и 2 мая днями национального траура по погибшим во время вооруженного конфликта на границе с Таджикистаном, в стране приспустили государственные флаги. В Бишкеке состоялся митинг, участники которого требовали выдать им оружие для защиты границы Кыргызстана.
20 сентября 2022 года после конфликта на киргизско-таджикской границе в своем выступлении перед Генеральной Ассамблеей ООН Садыр Жапаров раскритиковал Президента Таджикистана Эмомали Рахмона за несоблюдение Алма-Атинской декларации «О соблюдении суверенитета, территориальной целостности и неприкосновенности границ государств-участников Содружества Независимых Государств». Он также упомянул предыдущий конфликт в апреле-мае 2021 года, когда на границе погибло 36 граждан Кыргызстана. Садыр Жапаров открыто заявил о вооружённой агрессии Таджикистана по отношению к Кыргызстану. Жапаров отметил героизм киргизских солдат и заявил, что Кыргызстан никогда не начинал конфликты первым, всегда стараясь не прибегать к использованию оружия, но каждый раз киргизской стороне приходится отвечать. Кыргызстан не претендует на чужие земли, но и сантиметра своей земли не намерен отдавать кому либо, заявил Президент.

### Отношения с Туркменистаном
В июне 2021 года Садыр Жапаров и президент Туркменистана Гурбангулы Бердымухамедов договорились о поставках природного газа и электроэнергии в Кыргызстан в осенне-зимний период.
Однако позже глава кабинета министров Кыргызстана Улукбек Марипов выразил сомнения в целесообразности закупки газа из-за его высокой стоимости.

### Отношения с Западом и нейтралитет в конфликте России и Украины
В марте 2022 года Садыр Жапаров заявил, что Кыргызстан будет придерживаться нейтралитета в конфликте между Россией и Украиной, так как страна «не обладает достаточным влиянием, чтобы остановить войну».
1 апреля 2022 года власти Бишкека запретили любые митинги, связанные с ситуацией на Украине.
25 апреля 2022 года Садыр Жапаров выступил за подписание нового соглашения о сотрудничестве с США, которое было денонсировано предыдущим президентом Алмазбеком Атамбаевым.
В мае 2024 года Жапаров дал эксклюзивное интервью азербайджанскому агентству АПА.

### Комментарии
1. ↑   с 15 октября по 14 ноября 2020 года занимал должность исполняющего обязанности президента Кыргызстана